# Uløya
Uløya (Noord-Samisch: Ulisuolu) is een eiland in de provincie Troms in Noorwegen. De noordelijke helft is deel van  de gemeente Skjervøy, de zuidelijke helft van de gemeente Nordreisa. Uløya ligt in de Lyngenfjord. Het hoogste punt van het eiland is de berg Blåtinden van 1142 meter. Van Havnes aan de zuidkant vaart een veerboot naar Rotsund op het vasteland.